# 100 Times
100 Times is het vierde ep van de Amerikaanse punkband Avail, en is tevens de eerste uitgave van deze band op het platenlabel Fat Wreck Chords, dat zich voornamelijk op punkmuziek richt. De ep is opgenomen en uitgegeven in 1999. Op het album staan vijf opnieuw opgenomen nummers die oorspronkelijk op vorige albums van Avail te horen waren. Ook staat er een nieuw nummer op het album, dat later te horen zou zijn op One Wrench, het eerste studioalbum dat de band via Fat Wreck zou laten uitgeven in 2000.

## Nummers
1. "Order" (4am Friday)
2. "Union" (later te horen op One Wrench)
3. "Song" (Dixie)
4. "March" (Satiate)
5. "Pinned Up" (Satiate)
6. "Connection" (Satiate)